# Římskokatolická farnost Nová Lhota
Římskokatolická farnost Nová Lhota je územní společenství římských katolíků s farním kostelem svatého Matouše v děkanátu Veselí nad Moravou. 

## Historie farnosti
První písemná zmínka pochází z roku 1598. V roce 1751 byl v obci sepsán Raškův kancionál. Barokní kostel svatého Matouše byl postavený v 18. století. 

## Duchovní správci
Administrátorem excurrendo je od července 2008 R. D. Mgr. Norbert Waclaw Nawrath.

## Bohoslužby
| Kostel          | Místo      | Bohoslužba (den) | Hodina      | Poznámka     |
| --------------- | ---------- | ---------------- | ----------- | ------------ |
| svatého Matouše | Nová Lhota | neděle čtvrtek   | 10.30 18.00 | farní kostel |

## Aktivity ve farnosti
Ve farnosti se pravidelně koná tříkrálová sbírka.V roce 2017 se při ní vybralo 21 744 korun.